# Рони Петерсон
Бенгт Рони Петерсон (на шведски: Bengt Ronnie Peterson, произнася се: rɔni ˈpɛtɛʂon) е шведски автомобилен състезател, пилот от Формула 1. Един от най-обичаните пилоти от Формула 1 през 70-те години на 20. век.
Умира на 11 септември 1978 година, когато е на 34-годишна възраст, от тежки наранявания, причинени от състезателен инцидент на пистата Монца, Италия. Въпреки своята кончина, Рони става (посмъртно) вицешампион на Формула 1 за 1978 година. 

## Биография
Роден е на 14 февруари 1944 г. е в квартал Алмбю на град Йоребру, Швеция.
Петерсон започва кариерата си в картинг състезания, традиционна дисциплина, където мнозина от пилотите започват кариерата си в моторните спортове. След като спечелва няколко титли по картинг, включително и две шведски титли през 1963 и 1964 г., Рони се премества в по-голямата Формула 3, където печели престижното състезание за Голямата награда на Монако през 1969 година.
По-късно същата година спечелва европейския шампионат на Формула 3, след което получава покана от екипа от Формула 1 – Марч, да се премести във Формула 1, която покана приема веднага.
След като престоява в екипа три години и спечелва пет подиума, всичките през 1971 година (включително и подиум за ГП на Германия 1972), Петерсон се присъединява към екипа на Колин Чапман - Лотус през 1973 година, партнирайки си със защитаващия своята шампионска титла бразилски пилот Емерсон Фитипалди.
По време на първите си два сезона с екипа на Лотус шведът спечелва седем победи, постигайки собствен рекорд от спечелени 52 точки в шампионата през 1973 година.
След много слаб сезон през 1975 година, в който шведът не постига нито една победа или подиум, и след само едно състезание за Лотус в ГП на Бразилия 1976, където не завършва след контакт с Марио Андрети, Рони преминава обратно в Марч, за който печели победа в състезанието за Голямата награда на Италия.
След като прекарва 1977 година във британския тим „Тирел“, където записва само едно трето място в Золдер, шведът се премества обратно в Лотус, където е втори пилот след лидера Андрети.
През 1978 година Петерсон печели две победи през сезона, на пистите Килами в ЮАР и Остеррайхринг в Австрия.

## Смърт
Състезанието за Голямата награда на Италия през месец септември 1978 е последното за Рони. Той поврежда непоправимо своя Лотус 79 на тренировката и се налага да се състезва в създадения за по-дребния Андрети болид, който не му е удобен. 
В дните след състезанието много пилоти заявяват, че зелената светлина за старт е светнала твърде рано, и колите на задните редове стартират в движение, което води до скупчване на първия шикан. Четиримата най-предни състезатели, Андрети, Жил Вилньов, Жан-Пиер Жабуй и Ники Лауда, са достатъчно далеч, но Петерсон стартира лошо от третия ред на решетката и веднага е подминат от Алън Джоунс, Жак-Анри Лафит и Джон Уотсън. Джоди Шектър и Рикардо Патрезе, стартиращи 10-и и 12-и, минават през линията на завоя, Шектър се връща на пистата доста пред групата, но Патрезе се връща точно пред Джеймс Хънт, който финтира наляво и се сблъсква с Питърсон, Виторио Брамбила, Карлос Ройтеман, Ханс-Йоахим Щук, Патрик Депайе, Дидие Пирони, Дерек Дейли, Клей Регацони и Брет Лънгър.
Лотусът на Рони се блъска силно в мантинелите и се запалва, преди да отскочи обратно в средата на пистата. Той е хванат в капан в горящата развалина, но Хънт, Регацони и Депайе успяват да го освободят с леки изгаряния, докато маршалите на трасето гасят колата. Той е извлечен и положен в средата на пистата в пълно съзнание, но с тежки наранявания на крака. По-късно Хънт казва, че е спрял Питърсън да си гледа краката, за да му спести допълнителни страдания. В този момент по-лошо е положението за Брамбила, който е ударен по главата от летящо колело и е в кома в колата си. Брамбила е сериозно наранен и се състезава във Формула 1 цяла година по-късно. Рони и другите ранени пилоти са откарани в болница в Милано. Състезанието е подновено, след като пистата е почистена. Рентгеновите снимки на Питърсон показват, че има около 27 фрактури на краката и стъпалата. След обсъждане с него е изпратен в интензивно отделение за операция. През нощта състоянието му се влошава и той е диагностициран с мастна емболия. На сутринта е диагностицирана пълна бъбречна недостатъчност. Обявен е за мъртъв в 9:55 сутринта на 11 септември 1978 г.
На неговото погребение присъстват Кен Тирел, Колин Чапман, Джеймс Хънт, Джоди Шектър, Джон Уотсън, Емерсон Фитипалди, Гунар Нилсон и Ники Лауда, които носят ковчега.
Съпругата на Петерсон, Барбро не успява да преодолее смъртта му и се самоубива на 19 декември 1987. Погребана е до Рони в гроба на семейство Петерсон в Йоребру. Тя и Рони имат една дъщеря на име Нина Луиз (кръстена на съпругата на Йохен Ринт), родена през ноември 1975.

## Почит
По време на Голямата награда на Монако 2014, шведският пилот Маркус Ериксон отдава почит към Петерсон, носейки специален шлем, използван преди това от Рони.

## Резултати и класиране
(Стартове, означени с удебелен шрифт, указват пол-позишън; състезания означени с италик - НБО)
| Година | Тим                          | Шаси      | Двигател     | 1       | 2       | 3        | 4         | 5       | 6       | 7       | 8       | 9       | 10      | 11      | 12      | 13      | 14      | 15      | 16      | 17      | Място | Точки |
| ------ | ---------------------------- | --------- | ------------ | ------- | ------- | -------- | --------- | ------- | ------- | ------- | ------- | ------- | ------- | ------- | ------- | ------- | ------- | ------- | ------- | ------- | ----- | ----- |
| 1970   | Антик Аутомобилс Рейсинг Тим | Марч 701  | Форд Косуърт | ЮАР     | ИСП     | МОН 7    | БЕЛ NC    | ХОЛ 9   | ФРА Ret | ВБР 9   | ГЕР Ret | АВС     | ИТА Ret | КАН NC  | САЩ 11  | МЕКС    |         |         |         |         | -     | 0     |
| 1971   | Марч                         | Марч 711  | Косуърт      | ЮАР 10  | ИСП Ret | МОН 2    | ХОЛ 4     | ФРА Ret | ВБР 2   | ГЕР 5   | АВС 8   | ИТА 2   | КАН 2   | САЩ 3   |         |         |         |         |         |         | 2     | 33    |
| 1972   | Марч                         | Марч 721  | Косуърт      | Арж 6   | ЮАР 5   | ИСП Ret  | МОН 11    | БЕЛ 9   | ФРА 5   | ВБР 7   | ГЕР 3   | АБС 12  | ИТА 9   | КАН DSQ | САЩ 4   |         |         |         |         |         | 9     | 12    |
| 1973   | Лотус                        | Лотус 72  | Косуърт      | АРЖ Ret | БРА Ret | ЮАР 11   | ИСП Ret   | БЕЛ Ret | МОН 3   | ШВЦ 2   | ФРА 1   | ВБР 2   | ХОЛ 11  | ГЕР Ret | АВС 1   | ИТА 1   | КАН Ret | САЩ 1   |         |         | 3     | 52    |
| 1974   | Лотус                        | Лотус 72  | Косуърт      | АРЖ 13  | БРА 6   |          |           |         | МОН 1   | ШВЕ Ret | ХОЛ 8   | ФРА 1   | ВБР 10  |         | АВС Ret | ИТА 1   | КАН 3   | САЩ Ret |         |         | 5     | 35    |
| 1974   | Лотус                        | Лотус 76  | Косуърт      |         |         | ЮАР Ret  | ИСП Ret   | БЕЛ Ret |         |         |         |         |         | ГЕР 4   |         |         |         |         |         |         | 5     | 35    |
| 1975   | Лотус                        | Лотус 72  | Косуърт      | АРЖ Ret | БРА 15  | ЮАР 10   | ИСП Ret   | МОН 4   | БЕЛ Ret | ШВЦ 9   | ХОЛ 15  | ФРА 10  | ВБР Ret | ГЕР Ret | АВС 5   | ИТА Ret | САЩ 5   |         |         |         | 13    | 6     |
| 1976   | Лотус                        | Лотус 77  | Косуърт      | БРА Ret |         |          |           |         |         |         |         |         |         |         |         |         |         |         |         |         | 11    | 10    |
| 1976   | Марч                         | Марч 761  | Косуърт      |         | ЮАР Ret | САЩ-З 10 | ИСП Ret   | БЕЛ Ret | МОН Ret | ШВЕ 7   | ФРА 19  | ВБР Ret | ХОЛ Ret | АВС 6   | ХОЛ Ret | ИТА 1   | КАН 9   | САЩ Ret | ЯПО Ret |         | 11    | 10    |
| 1977   | Тирел                        | Тирел P34 | Косуърт      | АРЖ Ret | БРА Ret | ЮАР Ret  | САЩ-З Ret | ИСП 8   | МОН Ret | БЕЛ 3   | ШВЦ Ret | ФРА 12  | ВБР Ret | ГЕР 9   | АВС 5   | ХОЛ Ret | ИТА 6   | САЩ 16  | КАН Ret | ЯПО Ret | 14    | 7     |
| 1978   | Лотус                        | Лотус 78  | Косуърт      | АРЖ 5   | БРА Ret | ЮАР 1    | САЩ-З 4   | МОН Ret | БЕЛ 2   |         |         |         |         |         |         |         | ИТА Ret |         |         |         | 2     | 51    |
| 1978   | Лотус                        | Лотус 79  | Косуърт      |         |         |          |           |         |         | ИСП 2   | ШВЦ 3   | ФРА 2   | ВБР Ret | ГЕР Ret | АВС 1   | ХОЛ 2   |         | САЩ     | КАН     |         | 2     | 51    |